# Cavaller de Màdara
El Cavaller de Màdara és un gran relleu de l'alta edat mitjana tallat a la roca de l'altiplà de Màdara, a l'est de la ciutat de Xumen, al nord-est de Bulgària, a prop de la població de Màdara. Va ser declarat Patrimoni de la Humanitat per la UNESCO el 1979.

## El relleu
A vint-i-tres metres sobre el terra en un penya-segat quasi vertical de cent metres d'alçada, el relleu representa un cavaller clavant una llança a un lleó que jeu als peus del seu cavall. Un àguila vola davant el cavaller, i un gos li corre al darrere. L'escena és una representació simbòlica d'un triomf militar.
El monument es remunta al voltant del 710 i ha estat en la Llista del Patrimoni Mundial de la UNESCO des de 1979. La datació del monument mostra que va ser creat durant l'imperi de Khan búlgar Tervel, i dona suport a la tesi que es tracta d'una imatge de si mateix i fet amb el treball dels búlgars, una tribu nòmada de guerrers que s'assentaren al nord-est de Bulgària a finals del segle vii i després de la fusió amb els eslaus van donar origen a la moderns búlgars. Altres teories connecten amb els antics tracis, al·legant que representa un déu de Tràcia.

## Curiositats
El relleu apareix en les monedes d'1, 2, 5, 10, 20 i 50 stotinkas de Bulgària.